# Huérguina
Huérguina é um município da Espanha, na província de Cuenca, comunidade autônoma de Castela-Mancha. Tem 28,01 km² de área e em 2021 tinha 53 habitantes (densidade: 1,9 hab./km²). Limita com os municípios de Alcalá de la Vega, Boniches, Cañete e Salinas del Manzano.